# Radio OK Katowice
Radio OK Katowice – rozgłośnia radiowa z Katowic, należąca do spółki "Radio Katowice" SA, adresowana do mieszkańców aglomeracji górnośląskiej, działająca w latach 2011–2013.

## Historia
Radio OK Katowice rozpoczęło emisję 4 grudnia 2011 roku. Nadawało w Katowicach na częstotliwości 101,2 MHz, wcześniej wykorzystywanej jako doświetlenie programu regionalnego Polskiego Radia Katowice. Sygnał o mocy ERP 1 kW nadawany był z obiektu nadawczego Katowice/Bytków. Towarzyszył mu RDS.
Radio OK Katowice miało wyraźnie zarysowany profil muzyczny. Do godzin popołudniowych prezentowana była muzyka śląska, a w wieczornych – muzyka klubowa, smooth jazz/soul i chillout.
Pod koniec kwietnia 2013 podano informację, że z powodów finansowych Radio Katowice rezygnuje z dalszej produkcji tego programu.